# فهرست پروژه‌های جستجوی سیاره‌های فراخورشیدی
در زیر فهرستی از پروژه‌های جستجوی سیاره‌های فراخورشیدی آمده‌است.

## پروژه‌های جستجوی زمینی
| نام      | تاریخ عرضه                       | تاریخ پایان   | تعداد سیارات فراخورشیدی یافت شده | نامزدهای فعلی                 | استفاده از تلسکوپ |
| -------- | -------------------------------- | ------------- | -------------------------------- | ----------------------------- | --- |
| اکثر     | ۲۰ ژوئن ۲۰۰۳                     | مارس ۲۰۱۹     | ۱+                               | ۰                             | اولین فضاپیمای اختصاص یافته به مطالعه اختر لرزه‌شناسی |
| اپوکسی   | ۲۱ ژوئیه ۲۰۰۵                    | ۸ اوت ۲۰۱۳    | ۰                                | ۰                             | سیارات مشخص شده و پرواز دنباله دار |
| جارو زدن | ۲۰۰۶                             | ۲۰۰۶          | ۱۶                               | ۰                             | بر اساس HST، یک مأموریت کوتاه ۷ روزه به دنبال سیارات فراخورشیدی |
| COROT    | ۲۷ دسامبر ۲۰۰۶                   | ۲ نوامبر ۲۰۱۲ | ۳۴                               | ۶۰۰                           | مأموریت جستجو برای سیارات فراخورشیدی با استفاده از روش ترانزیت |
| کپلر     | ۷ مارس ۲۰۰۹                      | ۱۵ اوت ۲۰۱۳   | ۳٬۲۴۶                            | ۴۷۱۱                          | مأموریت جستجوی تعداد زیادی سیاره فراخورشیدی با استفاده از روش ترانزیت |
| K2       | ۱۸ نوامبر ۲۰۱۳                   | ۳۰ اکتبر ۲۰۱۸ | ۴۲۷                              | ۸۹۱ (+۶۲۷ رویداد میکرولنزینگ) | پس از شکست چرخ‌های واکنش در کپلر، این مأموریت ایجاد شد |
| گایا     | ۱۹ دسامبر ۲۰۱۳                   | در دست اقدام  | ۰                                | ۰                             | نقشه ۱ میلیارد اجرام نجومی در کهکشان راه شیری (نسخه اولین داده در ۲ نوامبر ۲۰۱۶) |
| آستریا   | نوامبر ۲۰۱۷                      | ۵ دسامبر ۲۰۱۹ | ۰                                | ۰                             | CubeSat، نمایشگر فناوری |
| تس       | ۱۸ آوریل ۲۰۱۸                    | در دست اقدام  | ۲۳۳+                             | ۳٬۸۷۶                         | برای جستجوی سیارات فراخورشیدی جدید؛ در حال چرخش، بنابراین در پایان مأموریت دو ساله خود، ستاره‌هایی را از سراسر آسمان رصد خواهد کرد. انتظار می‌رود حداقل ۳۰۰۰ سیاره فراخورشیدی جدید پیدا کند. |
| خئوپس    | 2019                             | در دست اقدام  | ۲+                               | ۰                             | برای کسب اطلاعات بیشتر در مورد چگونگی شکل‌گیری سیارات فراخورشیدی، کاوشگر اتمسفر و توصیف ابر زمین‌ها. ۲۰٪ از زمان برای استفاده جامعه باز خواهد بود. مدت زمان: ۳٫۵ (+ ۱٫۵ گل) سال              |
| JWST     | راه اندازی شده در ۲۵ دسامبر ۲۰۲۱ | در دست اقدام  | ۰                                | ۰                             | برای مطالعه جو سیارات فراخورشیدی شناخته شده و یافتن برخی از سیارات فراخورشیدی به اندازه مشتری مدت زمان: ۵ (+ ۵ هدف) سال                                                                    |
|          |                                  |               | ۲٬۷۵۷ (۳٬۹۴۰ مجموع)              | ۳۹۱۴                          | |

## ماموریت‌های فضایی

### گذشته و حال
| Name    | Launch date                       | End date         | Number of exoplanets found | Current candidates             | Telescope use |
| ------- | --------------------------------- | ---------------- | -------------------------- | ------------------------------ | --- |
| MOST    | June 20, 2003                     | March 2019       | 1+                         | 0                              | First spacecraft dedicated to the study of asteroseismology |
| EPOXI   | July 21, 2005                     | August 8, 2013   | 0                          | 0                              | Characterized planets and fly-by of comet |
| SWEEPS  | 2006                              | 2006             | 16                         | 0                              | Based from the HST, a short 7 day mission looking for exoplanets |
| COROT   | December 27, 2006                 | November 2, 2012 | 34                         | 600                            | Mission to look for exoplanets using the transit method |
| Kepler  | March 7, 2009                     | August 15, 2013  | 3,246                      | 4711                           | Mission to look for large numbers of exoplanets using the transit method |
| K2      | November 18, 2013                 | October 30, 2018 | 427                        | 891 (+627 microlensing events) | After the reaction wheels failed on Kepler, this mission was created |
| Gaia    | December 19, 2013                 | Ongoing          | 0                          | 0                              | Map 1 billion astronomical objects in the Milky Way (First data Release November 2, 2016)                                                                                             |
| ASTERIA | November 2017                     | December 5, 2019 | 0                          | 0                              | CubeSat, technology demonstrator |
| TESS    | April 18, 2018                    | Ongoing          | 233+                       | 3,876                          | To search for new exoplanets; rotating so by the end of its two-year mission it will have observed stars from all over the sky. It is expected to find at least 3,000 new exoplanets. |
| CHEOPS  | 2019                              | Ongoing          | 2+                         | 0                              | To learn more about how exoplanets form, probe atmospheres, and characterize super-Earths. 20% of time will be open to community use. Duration: 3.5 (+ 1.5 goal) years                |
| JWST    | Commissioned on 25, December 2021 | Ongoing          | 0                          | 0                              | To study atmospheres of known exoplanets and find some Jupiter-sized exoplanets Duration: 5 (+ 5 goal) years                                                                          |
|         |                                   |                  | 2,757 (3,940 Total)        | 3,914                          | |

### برنامه‌ریزی شده
| نام      | تاریخ عرضه      | اهداف مأموریت                                                                                           | مدت زمان      |
| -------- | --------------- | --- | ------------- |
| چشمک زدن | ژانویه ۲۰۲۴     | برای ارائه مشخصات طیف‌سنجی مادون قرمز با کیفیت بالا از جو جمعیتی از سیارات فراخورشیدی.                   | ۷+ سال        |
| افلاطون  | 2026 (Soyuz-ST) | برای جستجو و توصیف سیارات سنگی در اطراف ستارگانی مانند سیاره خودمان.                                    | ۴ (+۴ گل) سال |
| آریل     | ۲۰۲۹ (آریان ۶۲) | مشاهده سیارات فراخورشیدی با استفاده از روش گذر، مطالعه و توصیف ترکیب شیمیایی و ساختار حرارتی سیارات     | ۴ سال         |
| RST      | ۲۰۲۵            | برای جستجو و مطالعه سیارات فراخورشیدی در حین مطالعه ماده تاریک . انتظار می‌رود حدود ۲۵۰۰ سیاره پیدا کند. | ۶ سال         |
| تولیمان  | ۲۰۲۳            | کشف سیارات فراخورشیدی در آلفا قنطورس با استفاده از اخترسنجی                                             | ۳ سال         |

### پیشنهاد شده
- فراتر رفتن
- ظرافت
- ریشه‌ها
- HabEx
- LUVOIR
- مأموریت دنیاهای نو
- PEGASE
- داروین
- ECHO
- ادینگتون
- مأموریت تداخل سنجی فضایی
- سیاره یاب زمینی